# Полянка (Краснокутский район)
Полянка (нем. Schönfeld) — исчезнувшее село в Краснокутском районе Саратовской области.
Село находилось в степи, в пределах Сыртовой равнины, являющейся частью Восточно-Европейской равнины, на левом берегу реки Еруслан.

## История
Основано как дочерняя немецкая колония Шёнфельд в 1858 году. Официально называлось Полянка. Основатели из колонии Побочная. Село относилось к евангелистским приходам приходы Шендорф и Шенталь.
При заселении колонии было отведено 3255 десятин земли (из расчёта на 85 семей). Колония относилась к Ерусланскому колонистскому округу, с 1872 года - в составе Верхне-Ерусланской волости Новоузенского уезда Самарской губернии.
С 1918 года - в составе Ерусланского (Лангенфельдского) района, после перехода к кантонному делению в составе Краснокутского кантона Трудовой коммуны Немцев Поволжья (с 1923 года АССР немцев Поволжья). В голод 1921 года родились 53 человека, умерли – 157. В 1926 году в селе имелись начальная школа, сельсовет, сельскохозяйственное кредитное товарищество. В 1927 году официально переименовано в село Шёнфельд
28 августа 1941 года был издан Указ Президиума ВС СССР о переселении немцев, проживающих в районах Поволжья, население было депортировано. Село, как и другие населённые пункты Краснокутского кантона, было включено в состав Саратовской области. Впоследствии переименовано в Полянка. Дата упразднения не установлена.

## Население
Динамика численности населения
| Годы      | 1859 | 1872 | 1883 | 1889 | 1897 | 1905 | 1910 | 1920 | 1922 | 1926 | 1931 |
| --------- | ---- | ---- | ---- | ---- | ---- | ---- | ---- | ---- | ---- | ---- | ---- |
| Население | 515  | 693  | 791  | 863  | 1109 | 1510 | 1922 | 1520 | 1032 | 943  | 1226 |